# Millicent Martin
Millicent Mary Lillian Martin (Romford, 9 giugno 1934) è un'attrice e cantante inglese, attiva in campo teatrale, televisivo e cinematografico.

## Biografia
Millicent Martin è nota soprattutto come interprete di musical a Londra e Broadway: debutta a New York nel 1954 con il musical The Boy Friend e da allora ha recitato come protagonista in importanti allestimenti di Follies, Side By Side By Sondheim, 42nd Street e Gigi. Per la sua attività teatrale a Broadway la Martin ha ottenuto due candidature al Tony Award alla miglior attrice non protagonista in un musical nel 1978 e nel 1978.
L'attrice è molto attiva anche in campo televisivo, essendo apparsa come guest star o interprete ricorrente in numerose serie TV, tra cui Will & Grace, Modern Family, Frasier e Grace and Frankie.
Millicent Martin è stata sposata con Ronnie Carroll dal 1958 al 1965 e con l'attore Norman Eshley dal 1969 al 1973. Dal 1978 è sposata con Marc Alexander.

## Filmografia parziale

### Cinema
- Il diavolo nello specchio (Libel), regia di Anthony Asquith (1958)
- Quei temerari sulle macchine volanti (Those Magnificent Men in Their Flying Machines or How I Flew from London to Paris in 25 hours 11 minutes), regia di Ken Annakin (1965)
- Alfie, regia di Lewis Gilbert (1966)
- Stop the World: I Want to Get Off, regia di Philip Saville (1966)
- Adorabile nemica (The Last Word), regia di Mark Pellington (2017)

### Televisione
- Missione segreta (Espionage) – serie TV, episodio 1x20 (1964)
- Glitter – serie TV, 1 episodio (1984)
- Bravo Dick (Newhart) – serie TV, 1 episodio (1986)
- Downtown – serie TV, 14 episodi (1986-1987)
- L.A. Law - Avvocati a Los Angeles (L.A. Law) – serie TV, 1 episodio (1987)
- Max Headroom – serie TV, 1 episodio (1988)
- Il tempo della nostra vita (Days of Our Lives) – soap opera, 124 puntate (1998-2001)
- Così è la vita (That's Life) – serie TV, 5 episodi (2000)
- Frasier – serie TV, 18 episodi (2000-2004)
- The Drew Carey Show – serie TV, 1 episodio (2004)
- Will & Grace – serie TV, 1 episodio (2005)
- Zack e Cody al Grand Hotel (The Suite Life of Zack and Cody) – serie TV, 1 episodio (2006)
- Ritorno ad Halloweentown (Return to Halloweentown), regia di David Jackson – film TV (2006)
- Jonas L.A. – serie TV, 1 episodio (2009)
- Chuck – serie TV, 1 episodio (2011)
- Hot in Cleveland – serie TV, 2 episodi (2011-2014)
- Castle – serie TV, episodio 4x18 (2012)
- Modern Family – serie TV, 1 episodio (2013)
- Bones – serie TV, 1 episodio (2013)
- 2 Broke Girls – serie TV, 1 episodio (2016)
- Code Black – serie TV, 1 episodio (2018)
- Grace and Frankie – serie TV, 20 episodi (2017-2022)

## Doppiatrici italiane
- Lorenza Biella in Will & Grace, Grace & Frankie
- Gaetana Bertolani in Jonas
- Angiola Baggi in Castle
- Cristina Dian in Code Black

## Teatro
- The Boy Friend (Broadway, 1954), di Sandy Wilson
- The Boy Friend (Tour americano, 1955), di Sandy Wilson
- Expresso Bongo (Londra, Saville Theatre, 1958), di Wolf Mankowitz
- The Crooked Mile (Londra, Cambridge Theatre, 1959), di Peter Greenwell
- Our Man Crichton (Londra, Shaftesbury Theatre, 1964)
- The Card (Londra, Queen's Theatre, 1973)
- Side by Side By Sondheim (Londra, Garrick Theatre, 1976), di Stephen Sondheim
- Side by Side By Sondheim (Broadway, Music Box Theatre, 1978), di Stephen Sondheim
- Side by Side By Sondheim (Tour americano, 1978), di Stephen Sondheim
- King of Hearts (Broadway, Minskoff Theatre, 1978)
- 42nd Street (Broadway, Majestic Theatre, 1982), di Harry Warren
- 42nd Street (Primo tour americano, 1983), di Harry Warren
- 42nd Street (Secondo tour americano, 1984), di Harry Warren
- Follies (Londra, Shaftesbury Theatre, 1987), di Stephen Sondheim
- What Happened to Baby Jane? (Londra, 1998)
- What Happened to Baby Jane? (Houston, 2002)
- Gigi (Londra, 2008), di Alan Jay Lerner
- Gigi (Los Angeles, 2011), di Alan Jay Lerner
- Hey, Old Friends! (Londra, 2015), di Stephen Sondheim